# 郭壮图
郭壮图（？—1681年），明末清初平西王吴三桂麾下人物。
郭壮图是吴三桂的女婿。三藩之乱爆发后，郭壮图为云南留守将军，兼管总督、巡抚。1674年郭壮图在贵州四川交界处江津修建北定宫，郭壮图与弟弟郭壮勋中饱私囊。1678年，吴三桂称帝后，王屏铎告发郭壮图贪污，郭壮图将责任推到弟弟郭壮勋头上，吴三桂处死郭壮勋，由王屏铎一人经办建宫事宜。郭壮图意欲在吴三桂死后，将皇位传给吴世璠。吴世璠是郭壮图的女婿，倚方光琛、郭壮图为腹心。方光琛，吴三桂所署大学士；郭壮图，封为国公。1681年清军攻破云南，昆明失守，吴将线緎等计划擒拿吴世璠、郭壮图降清，拥兵闯入郭壮图家，杀死郭壮图心腹郭得胜。郭壮图和儿子郭宗汾皆自刎而死。